# Geoid
Geoid je naziv za oblik Zemlje kao tijela, omeđen plohom koju bi zauzela mirna površina mora i oceana produžena kroz kontinente i okomita u svakoj točki na smjer sile teže. Zbog nepravilnosti u rasporedu Zemljinih masa i različite gustoće, geoid je glatko, ali nepravilno valovito tijelo slično rotacijskom elipsoidu, a naziv potječe od njemačkog fizičara i geodeta Johanna Benedicta Listinga (1873.). Zemlja ima oblik geoida, tijela slična rotacijskomu elipsoidu, kojemu je velika poluos (ekvatorski polumjer) 6 378,388 km, a mala poluos (polarni polumjer) 6 356,912 km.
Geoid je tijelo koje nastaje ako zamislimo morsku površinu koja prolazi ispod svih kopna. Geoid je fizikalno tijelo, smjer sile teže okomit je na diferencijal plohe. Kako se Zemljina površina prikazuje na kartama (ravnim plohama) potrebno je geoid približiti (aproksimirati) elipsoidom. Elipsoid nastaje rotacijom elipse oko kraće (polarne) osi. Dimenzije elipsoida su više puta određivane, a za područje naše zemlje bio je usvojen Besselovov referentni elipsoid (za razliku od globalnog Zemljinog elipsoida WGS84). Elipsoid GRS80 s veličinom velike poluosi a = 6 378 137 m i spljoštenošću μ = 1/298,257 222 101 određen je kao službeni matematički model za Zemljino tijelo u Republici Hrvatskoj. Preslikavanje zemljine površine izvodi se na taj način da se prvo odabiru karakteristične točke za neko područje čije se koordinate određuju astronomskim opažanjima. Na tim točkama određuju se (elipsoidne) sferoidne koordinate astronomskim opažanjima i azimut početne strane, te se nazivaju Laplaceove točke.

## Elipsoid
Elipsoid je ploha drugoga reda; centralno-simetrična ploha. U središtu elipsoida sijeku se tri međusobno okomite osi (glavne osi) simetrije. Po dvije od tih osi definiraju tri međusobno okomite ravnine simetrije. Ako se glavne osi uzmu kao koordinatne osi, jednadžba elipsoida glasi;
{\displaystyle {x^{2} \over a^{2}}+{y^{2} \over b^{2}}+{z^{2} \over c^{2}}=1}
gdje su a, b i c poluosi elipsoida.
Svi su ravninski presjeci elipsoida elipse. Dva pramena paralelnih ravnina imaju s elipsoidom kružne presjeke. Rotacijski elipsoid nastaje rotacijom elipse oko jedne njezine osi, pa ima dvije jednake poluosi (na primjer c = b). Volumen elipsoida iznosi:
{\displaystyle V={\frac {4}{3}}\cdot \pi \cdot a\cdot b\cdot c}